# Nick Kok
Nick Kok (Zwolle, 1 januari 1977) is een voormalig Nederlands voetballer die van 1999 tot 2001 onder contract stond bij FC Zwolle. Hij speelde als aanvaller.

## Carrièrestatistieken
| Seizoen         | Club            | Land            | Competitie      | Competitie | Competitie | Beker | Beker | Internationaal | Internationaal | Overig | Overig | Totaal | Totaal |
| Seizoen         | Club            | Land            | Competitie      | Wed.       | Dlp.       | Wed.  | Dlp.  | Wed.           | Dlp.           | Wed.   | Dlp.   | Wed.   | Dlp.   |
| --------------- | --------------- | --------------- | --------------- | ---------- | ---------- | ----- | ----- | -------------- | -------------- | ------ | ------ | ------ | ------ |
| 1999/00         | FC Zwolle       | Nederland       | Eerste divisie  | 6          | 0          | 0     | 0     | 0              | 0              | 0      | 0      | 6      | 0      |
| 2000/01         | FC Zwolle       | Nederland       | Eerste divisie  | 12         | 0          | –*    | 1     | 0              | 0              | 0      | 0      | 12     | 1      |
| Carrière totaal | Carrière totaal | Carrière totaal | Carrière totaal | 18         | 0          | –*    | 1     | 0              | 0              | 0      | 0      | 18     | 1      |